# Foot Ball Club Matera 1973-1974
Questa voce raccoglie le informazioni riguardanti il Foot Ball Club Matera nelle competizioni ufficiali della stagione 1973-1974.

## Rosa
| N. |                   | Ruolo | Calciatore        |
| -- | ----------------- | ----- | ----------------- |
|    | Italia (bandiera) | P     | Vincenzo Antezza  |
|    | Italia (bandiera) | P     | Gianfranco Troilo |
|    | Italia (bandiera) | D     | Basso Germinario  |
|    | Italia (bandiera) | D     | Filippo Lilla     |
|    | Italia (bandiera) | D     | Nicola Loprieno   |
|    | Italia (bandiera) | D     | Franco Mamilovich |
|    | Italia (bandiera) | D     | Ettore Sollini    |
|    | Italia (bandiera) | D     | Francesco Tafuni  |
|    | Italia (bandiera) | C     | Edoardo Bisurgi   |
|    | Italia (bandiera) | C     | Antonio Cataldi   |

| N. |                   | Ruolo | Calciatore           |
| -- | ----------------- | ----- | -------------------- |
|    | Italia (bandiera) | C     | Alessandro Ceccaroni |
|    | Italia (bandiera) | C     | Giuseppe Galati      |
|    | Italia (bandiera) | C     | Claudio Gambini      |
|    | Italia (bandiera) | C     | Michele Mazzei       |
|    | Italia (bandiera) | C     | Francesco Paradiso   |
|    | Italia (bandiera) | A     | Walter Chisena       |
|    | Italia (bandiera) | A     | Michele Di Marzo     |
|    | Italia (bandiera) | A     | Sebastiano Foresti   |
|    | Italia (bandiera) | A     | Gaetano Stellone     |
|    | Italia (bandiera) | A     | Antonio Toffanin     |

## Risultati

### Serie C

#### Girone di andata
| 1ª giornata | Casertana | 3 – 1 | Matera |  |

| 2ª giornata | Matera | 0 – 0 | Lecce |  |

| 3ª giornata | Juve Stabia | 0 – 2 | Matera |  |

| 4ª giornata | Matera | 1 – 1 | Siracusa |  |

| 5ª giornata | Nocerina | 2 – 1 | Matera |  |

| 6ª giornata | Matera | 1 – 0 | Crotone |  |

| 7ª giornata | Matera | 3 – 1 | Barletta |  |

| 8ª giornata | Acireale | 1 – 2 | Matera |  |

| 9ª giornata | Matera | 0 – 0 | Salernitana |  |

| 10ª giornata | Turris | 2 – 1 | Matera |  |

| 11ª giornata | Marsala | 3 – 0 | Matera |  |

| 12ª giornata | Matera | 0 – 1 | Cosenza |  |

| 13ª giornata | Frosinone | 2 – 1 | Matera |  |

| 14ª giornata | Matera | 1 – 0 | Sorrento |  |

| 15ª giornata | Matera | 1 – 1 | Pescara |  |

| 16ª giornata | Trapani | 0 – 5 | Matera |  |

| 17ª giornata | Matera | 0 – 0 | Latina |  |

| 18ª giornata | Chieti | 2 – 0 | Matera |  |

| 19ª giornata | Matera | 2 – 0 | Pro Vasto |  |

#### Girone di ritorno
| 20ª giornata | Matera | 0 – 0 | Casertana |  |

| 21ª giornata | Lecce | 2 – 0 | Matera |  |

| 22ª giornata | Matera | 1 – 0 | Juve Stabia |  |

| 23ª giornata | Siracusa | 1 – 0 | Matera |  |

| 24ª giornata | Matera | 1 – 0 | Nocerina |  |

| 25ª giornata | Crotone | 1 – 0 | Matera |  |

| 26ª giornata | Barletta | 1 – 0 | Matera |  |

| 27ª giornata | Matera | 1 – 0 | Acireale |  |

| 28ª giornata | Salernitana | 2 – 0 | Matera |  |

| 29ª giornata | Matera | 1 – 0 | Turris |  |

| 30ª giornata | Matera | 2 – 0 | Marsala |  |

| 31ª giornata | Cosenza | 2 – 0 | Matera |  |

| 32ª giornata | Matera | 0 – 1 | Frosinone |  |

| 33ª giornata | Sorrento | 2 – 1 | Matera |  |

| 34ª giornata | Pescara | 2 – 0 | Matera |  |

| 35ª giornata | Matera | 1 – 0 | Trapani |  |

| 36ª giornata | Latina | 0 – 1 | Matera |  |

| 37ª giornata | Matera | 2 – 2 | Chieti |  |

| 38ª giornata | Pro Vasto | 2 – 0 | Matera |  |

### Coppa Italia Semiprofessionisti

#### Fase eliminatoria a gironi
|  | Lecce | 1 – 1 | Matera |  |

|  | Nardò | 0 – 0 | Matera |  |

|  | Matera | 0 – 0 | Nardò |  |

|  | Matera | 1 – 0 | Lecce |  |

## Statistiche

### Statistiche di squadra
| Competizione                    | Punti | In casa | In casa | In casa | In casa | In casa | In casa | In trasferta | In trasferta | In trasferta | In trasferta | In trasferta | In trasferta | Totale | Totale | Totale | Totale | Totale | Totale | DR |
| Competizione                    | Punti | G       | V       | N       | P       | Gf      | Gs      | G            | V            | N            | P            | Gf           | Gs           | G      | V      | N      | P      | Gf     | Gs     | DR |
| ------------------------------- | ----- | ------- | ------- | ------- | ------- | ------- | ------- | ------------ | ------------ | ------------ | ------------ | ------------ | ------------ | ------ | ------ | ------ | ------ | ------ | ------ | -- |
| Serie C                         | 35    | 19      | -       | -       | -       | -       | -       | 19           | -            | -            | -            | -            | -            | 38     | 14     | 7      | 17     | 33     | 37     | -4 |
| Coppa Italia Semiprofessionisti | 5     | 2       | 1       | 1       | 0       | 1       | 0       | 2            | 0            | 2            | 0            | 1            | 1            | 4      | 1      | 3      | 0      | 2      | 1      | +1 |
| Totale                          | -     | 21      | -       | -       | -       | -       | -       | 21           | -            | -            | -            | -            | -            | 42     | 15     | 10     | 17     | 35     | 38     | -3 |

### Statistiche dei giocatori
| Giocatore     | Serie C  | Serie C | Coppa Italia Semiprofessionisti | Coppa Italia Semiprofessionisti | Totale   | Totale |
| Giocatore     | Presenze | Reti    | Presenze                        | Reti                            | Presenze | Reti   |
| ------------- | -------- | ------- | ------------------------------- | ------------------------------- | -------- | ------ |
| V. Antezza    | 3        | 0       | ?                               | ?                               | 3+       | 0+     |
| E. Bisurgi    | 8        | 0       | ?                               | ?                               | 8+       | 0+     |
| A. Cataldi    | 31       | 1       | ?                               | ?                               | 31+      | 1+     |
| A. Ceccaroni  | 6        | 0       | ?                               | ?                               | 6+       | 0+     |
| W. Chisena    | 19       | 2       | ?                               | ?                               | 19+      | 2+     |
| M. Di Marzo   | 3        | 0       | ?                               | ?                               | 3+       | 0+     |
| S. Foresti    | 38       | 7       | ?                               | ?                               | 38+      | 7+     |
| G. Galati     | 21       | 1       | ?                               | ?                               | 21+      | 1+     |
| C. Gambini    | 32       | 1       | ?                               | ?                               | 32+      | 1+     |
| B. Germinario | 11       | 0       | ?                               | ?                               | 11+      | 0+     |
| F. Lilla      | 35       | 0       | ?                               | ?                               | 35+      | 0+     |
| N. Loprieno   | 29       | 0       | ?                               | ?                               | 29+      | 0+     |
| F. Mamilovich | 37       | 0       | ?                               | ?                               | 37+      | 0+     |
| M. Mazzei     | 32       | 3       | ?                               | ?                               | 32+      | 3+     |
| F. Paradiso   | 2        | 0       | ?                               | ?                               | 2+       | 0+     |
| E. Sollini    | 35       | 1       | ?                               | ?                               | 35+      | 1+     |
| G. Stellone   | 37       | 10      | ?                               | ?                               | 37+      | 10+    |
| F. Tafuni     | 2        | 0       | ?                               | ?                               | 2+       | 0+     |
| A. Toffanin   | 32       | 6       | ?                               | ?                               | 32+      | 6+     |
| G. Troilo     | 38       | 0       | ?                               | ?                               | 38+      | 0+     |